# Њу Хејвен (Илиноис)
Њу Хејвен (енгл. New Haven) град је у америчкој савезној држави Илиноис.

## Демографија
По попису из 2010. године број становника је 433, што је 44 (-9,2%) становника мање него 2000. године.
| Група             | 2000.       | 2010.       |
| Белци             | 470 (98,5%) | 430 (99,3%) |
| Афроамериканци    | 0 (0,0%)    | 0 (0,0%)    |
| Азијати           | 0 (0,0%)    | 0 (0,0%)    |
| Хиспаноамериканци | 5 (1,0%)    | 3 (0,7%)    |
| Укупно            | 477         | 433         |